# Витковский, Марек
Ма́рек Кши́штоф Витко́вский (пол. Marek Krzysztof Witkowski; 21 мая 1974, Чеховице-Дзедзице) — польский гребец-байдарочник, выступал за сборную Польши в середине 1990-х — начале 2000-х годов. Бронзовый призёр летних Олимпийских игр в Сиднее, серебряный и бронзовый призёр чемпионатов мира, чемпион Европы, победитель многих регат национального и международного значения.

## Биография
Марек Витковский родился 21 мая 1974 года в городе Чеховице-Дзедзице Силезского воеводства. Активно заниматься греблей начал в раннем детстве, проходил подготовку в местном спортивном клубе «Горник Чеховице».
Первого серьёзного успеха на взрослом международном уровне добился в 1994 году, когда попал в основной состав польской национальной сборной и побывал на чемпионате мира в Мехико, откуда привёз награду серебряного достоинства, выигранную в зачёте четырёхместных экипажей на дистанции 1000 метров — в финале его обошла только команда России. Год спустя выступил на мировом первенстве в немецком Дуйсбурге, где стал бронзовым призёром в полукилометровой и километровой гонках четвёрок. Благодаря череде удачных выступлений удостоился права защищать честь страны на летних Олимпийских играх 1996 года в Атланте, стартовал в программе четвёрок на тысяче метрах, успешно вышел в финальную стадию, но в решающем заезде финишировал лишь четвёртым, немного не дотянув до призовых позиций.
После Олимпиады Витковский остался в основном составе гребной команды Польши и продолжил принимать участие в крупнейших международных регатах. Так, в 1997 году он представлял страну на возобновлённом чемпионате Европы в болгарском Пловдиве и получил там бронзовые медали в четвёрках на двухстах и тысяче метрах. Через два года одержал победу на европейском первенстве в хорватском Загребе, одолев всех соперников в четырёхместной километровой дисциплине. Будучи одним из лидеров национальной сборной, благополучно прошёл квалификацию на Олимпийские игры 2000 года в Сиднее — в заездах четырёхместных экипажей на дистанции 1000 метров завоевал бронзовую награду — в финале его опередили только экипажи Венгрии и Германии.
Впоследствии оставался действующим профессиональным спортсменом вплоть до 2002 года, хотя в последнее время на серьёзных турнирах уже не побеждал.